# Sebastián Cancelliere
Sebastián Cancelliere (n. 17 de septiembre de 1993; Don Torcuato), alias R ("Rápido"), es un jugador argentino de Rugby XV que se desempeña como wing en el Glasgow Warriors que disputa el United Rugby Championship. También ha jugado para el seleccionado de Argentina.

## Inicios
"Mi papá me llevó de chiquito a jugar y la verdad que me divertía mucho y la pasaba bien en el club (Hindú). Creo que eso fue lo que me atrapó, que para todo nene es lo principal, el divertirse adentro de una cancha".
En Argentina jugó desde el 2012 en Hindú,  club con el que en el 2018 ganó dos campeonatos: El ICBC Nacional de Clubes, y el torneo de la URBA. Dado a sus actuaciones entre 2016 y 2017 fue convocado por Los Pumas para disputar varios encuentros en Europa (Inglaterra, Italia -1 try-, e Irlanda).

## Estadísticas
- Actualizado 10 de agosto de 2018.

### Argentina
| Temporada | Competencias                   | Pts | Pj. | Inicio | Try | Penal | Drop. | Min. |
| 2018/19   | Rugby Championship             | -   | -   | -      | -   | -     | -     | -    |
| 2017/18   | Amistosos                      | 5   | 6   | 2      | 1   | -     | -     | 248  |
| 2017/18   | Americas Pacific Challenge     | 25  | 3   | 3      | 5   | -     | -     | 167  |
| 2016/17   | Americas Rugby Championship    | 25  | 5   | 4      | 5   | -     | -     | 264  |
| 2015/16   | Dubái (Emiratos Árabes Unidos) | -   | 1   | -      | -   | -     | -     | -    |
| 2015/16   | George (Sudáfrica)             | -   | 4   | 1      | -   | -     | -     | -    |
| 2015/16   | Hong Kong                      | 5   | 6   | 2      | 1   | -     | -     | -    |
| 2015/16   | Nations Cup                    | -   | 3   | 3      | -   | -     | -     | 217  |

Fuente

### Clubes
| Temporada          | Clubes             | Competencia        | Pts | Pj | Inicio | Try | Penal | Drop | Min. |
| 2017/18            | Jaguares           | Super Rugby        | 15  | 9  | 3      | 3   | -     | -    | 353  |
| 2016/17            | Hindú              | URBA Top 14        | 60  | 12 | 10     | 12  | -     | -    | 783  |
| 2015/16            | Hindú              | URBA Top 14        | 35  | 6  | 5      | 7   | -     | -    | 439  |
| 2015/16            | Hindú              | Nacional de Clubes | 25  | 7  | 7      | 5   | -     | -    | -    |
| 2014/15            | Hindú              | URBA Top 14        | 95  | 15 | 15     | 19  | -     | -    | 1152 |
| 2014/15            | Hindú              | Nacional de Clubes | 25  | 4  | 1      | 5   | -     | -    | 110  |
| 2013/14            | Hindú              | URBA Top 14        | -   | -  | -      | -   | -     | -    | -    |
| 2013/14            | Hindú              | URBA Grupo 1       | -   | 3  | -      | -   | -     | -    | 73   |
| 2012/13            | Hindú              | URBA Top 14        | -   | 2  | -      | -   | -     | -    | 14   |
| 2012/13            | Hindú              | URBA Grupo 1       | 43  | 4  | 4      | 6   | 3     | -    | 320  |
| 2011/12            | Hindú              | URBA Top 14        | -   | 1  | 1      | -   | -     | -    | 80   |
| 2011/12            | Hindú              | URBA Grupo 1       | -   | 2  | -      | -   | -     | -    | 55   |
| Super Rugby        | Super Rugby        | Super Rugby        | 15  | 9  | 3      | 3   | -     | -    | 353  |
| URBA Top 14        | URBA Top 14        | URBA Top 14        | 233 | 45 | 35     | 44  | 3     | -    | 2916 |
| Nacional de Clubes | Nacional de Clubes | Nacional de Clubes | 50  | 11 | 8      | 10  | -     | -    | 110  |

Fuente

## Palmarés
- ICBC Nacional de Clubes 2018[8] (Hindú).
- Torneo URBA 2017[9] (Hindú).

## Vida privada
Cancelliere, además de jugar rugby es ingeniero.
```
"Es difícil hacer las dos cosas la verdad pero se puede. Cada vez cuesta más pero en los momentos que tengo libre trato de estudiar".
[
1
]
```